# Kaleb Cowart
Kaleb Bryant Cowart (né le 2 juin 1992 à Adel, Géorgie, États-Unis) est un joueur de troisième but de la Ligue majeure de baseball.

## Carrière

### Ligues mineures
Kaleb Cowart est le choix de premier tour des Angels de Los Angeles et le 18e athlète sélectionné au total lors du repêchage amateur de 2010. Toujours joueur à l'école secondaire, il renonce à son engagement chez les Seminoles de l'université d'État de Floride et accepte plutôt un premier contrat professionnel avec les Angels, de qui il reçoit une prime à la signature de 2,3 millions de dollars. 
Joueur prometteur, Cowart apparaît sur la liste des 100 meilleurs prospects de Baseball America, se classant en 60e position au début de l'année 2013. Son parcours en ligues mineures n'est cependant pas sans embûches : il ne frappe que pour ,222 de moyenne au bâton en deux saisons (2013 et 2014) au niveau Double-A et y fait suite par de tristes performances en 20 matchs dans la Ligue d'automne d'Arizona. Le vent tourne en 2015 lorsqu'il gradue dans le Triple-A, le plus haut échelon des mineures : il est appelé au niveau majeur après avoir maintenu une moyenne au bâton de ,323 et un pourcentage de présence sur les buts de ,395 en 62 matchs des Bees de Salt Lake de la Ligue de la côte du Pacifique.

### Angels de Los Angeles
Kaleb Cowart fait ses débuts dans le baseball majeur avec les Angels de Los Angeles le 18 août 2015 contre les White Sox de Chicago.